# Équipe de Suisse de football en 1940
Cet article présente les résultats de l'équipe de Suisse de football lors de l'année 1940.

## Bilan
|           | Nombre de matchs | Victoires | Défaites | Matchs nuls | Buts marqués | Buts encaissés |
| Domicile  | 0                | 0         | 0        | 0           | 0            | 0              |
| Extérieur | 2                | 0         | 1        | 1           | 1            | 4              |
| Neutre    | 0                | 0         | 0        | 0           | 0            | 0              |
| Total     | 2                | 0         | 1        | 1           | 1            | 4              |

## Matchs et résultats
| Match amical                                    | Italie       | 1 - 1   | Suisse     | Stadio Municipale Benito Mussolini, Turin      |                                                |
| 3 mars 1940 · 14h30 · Historique des rencontres | Corbelli 36e | (1 - 1) | 20e Bickel | Spectateurs : 40 805 Arbitrage : Alois Beranek | Spectateurs : 40 805 Arbitrage : Alois Beranek |
| 3 mars 1940 · 14h30 · Historique des rencontres | Rapport      |         |            | Spectateurs : 40 805 Arbitrage : Alois Beranek | Spectateurs : 40 805 Arbitrage : Alois Beranek |

| Match amical                             | Hongrie                   | 3 - 0   | Suisse | Üllöi Uti, Budapest                               |                                                   |
| 31 mars 1940 · Historique des rencontres | Sárosi 24e 65e · Sütő 32e | (2 - 0) |        | Spectateurs : 25 000 Arbitrage : Milenko Podubsky | Spectateurs : 25 000 Arbitrage : Milenko Podubsky |
| 31 mars 1940 · Historique des rencontres | Rapport                   |         |        | Spectateurs : 25 000 Arbitrage : Milenko Podubsky | Spectateurs : 25 000 Arbitrage : Milenko Podubsky |